# 알카텔-루슨트
알카텔-루슨트 S.A.(영어: Alcatel-Lucent S.A.)은 노키아의 자회사이자 프랑스의 전기 통신 관련 기업이다.

## 수상
- 2012년 3월: MIT의 테크놀로지 리뷰에서 2012 TR50의 세계에서 가장 혁신적인 기업 목록에 선정됨. 이 기업을 "주요 혁신사"로 선정함.
- 2012년 2~3월: 모바일 월드 콩그레스 최고의 인프라 기술상(Mobile World Congress Best Infrastructure Technology Award) - 라이트라디오 네트워크(lightRadio Network)[1]

## 주요사업
화웨이 및 에릭슨 그리고 노키아 네트웍스와 함께 통신 장비 및 무선 네트워크 시장에서 세계적인 다국적 기업이다.
2015년 노키아 네트웍스에 합병되었다.

## 벨 연구소
경영및 운영에서 벨 연구소는 루슨트 테크놀로지와 서로 소유관계이다.